# Бутка, Уран
Уран Бутка (алб. Uran Butka; 2 декабря 1938, Тирана) — албанский историк, писатель, преподаватель и национал-демократический политик. Ведущий исследователь албанского антикоммунистического сопротивления, автор ряда научно-исторических и художественных работ. Активист Демократической партии, бывший депутат парламента Албании.

## Преподаватель и художник
Родился в семье националистического лидера, основателя Балли Комбетар Сафета Бутки. Дедом Урана Бутки был поэт Сали Бутка, партизанский вожак, борец за независимость Албании. С детства Уран Бутка воспитывался в духе албанского патриотизма.
Окончил факультет истории и филологии Университета Тираны. Преподавал в школах албанский язык и литературу. Затем работал художником на обувной фабрике.
В 1976 году, при очередной репрессивной кампании, семья Бутка была выселена из Тираны. Более десятилетия Уран Бутка жил в сёлах Тропои. Работал колхозным бухгалтером. Вернулся в Тирану в конце 1980-х годов. Зарабатывал трудом художника, дизайнера и декоратора.

## Политик и депутат
В начале 1990-х Уран Бутка решительно поддержал антикоммунистическое движение. Состоял в руководстве Албанской национальной ассоциации жертв политических преследований. Редактировал оппозиционную газету Liria — Свобода. Был заместителем директора школы имени Исмаила Кемали.
Уран Бутка вступил в Демократическую партию Албании, состоял в её центральном руководстве. Претендовал на партийное лидерство, но уступил Сали Берише. Позиция Бутки отличается более последовательным антикоммунизмом, приоритетом идеологических принципов, отказом от политического маневрирования. В то же время Бутка — больше учёный и литератор, чем политик — не проявил склонности к организационной деятельности в партии, не смог создать собственной группы поддержки.
Был депутатом двух созывов албанского парламента — 1992—1996 и 1996—1997. Возглавлял парламентский комитет по культуре и СМИ. Сыграл видную роль в процессах демократизации албанской политической системы и информационной среды.

## Историк и писатель
Политическая деятельность Урана Бутки коррелирует с его научными интересами как учёного-историка и с его литературно-художественным творчеством.
Бутка — ведущий исследователь антикоммунистического сопротивления в Албании. Монография Bombë në Ambasadën Sovjetike (2008 год, в 2014 издана на английском) содержит детальное исследование резни 1951 года — антикоммунистического подполья, теракта в советском посольстве, бессудной расправы Сигурими над представителями оппозиционной интеллигенции. Особо рассмотрена Буткой также Барская резня — убийство югославскими коммунистическими партизанами нескольких сотен косоваров в черногорском Баре в марте 1945. Занимался Бутка и восстанием в тюрьме Спач, особенно в плане участия выходцев из Малакастры, в частности, Хайри Пашая.
Хорошо известны написанные Ураном Буткой биографии Сафета Бутки (Safet Butka, jeta dhe veprat, 2003 год) и Мидхата Фрашери (Kthimi i Mid’hat Frashërit, jeta dhe veprat kryesore, 1997 год), монография об албанских антикоммунистических восстаниях, в том числе Кельмендском, Коплику, Пострибском (Kryengritjet e para kundërkomuniste).
Работы Урана Бутки о войне в Албании 1940-х годов (Lufta civile në Shqipëri 1943—1945, 2006 год) вызывают споры. Автор рассматривает этот период во многом вне контекста Второй мировой — как гражданскую войну между албанскими коммунистами и албанскими националистами. При этом всю ответственность он возлагает исключительно на коммунистическую сторону, нарушившую Мукьянское соглашение.
Уран Бутка вступал в полемику с лидером Демократической партии, бывшим президентом Албании Сали Беришей, который отчасти положительно оценивал роль Энвера Ходжи в войне. Бутка считает Ходжу и его сподвижников преступниками, террористами и национальными предателями, совершавшими геноцид албанцев по заказу югославских коммунистов.
Кроме исторических работ, Уран Бутка известен как автор художественных произведений и сценариев документальных фильмов. В литературе работает в основном в жанре рассказа, сравнивается критикой с Чеховым.

## Семья
Уран Бутка женат на враче-нефрологе Мерьем Пасмачиу. В браке имеет сына и двух дочерей.